# Supreme Commander 2
Supreme Commander 2 ist ein Echtzeit-Strategiespiel, das von Chris Taylor und seinem Unternehmen Gas Powered Games als offizieller Nachfolger von Supreme Commander entwickelt wurde. Die erste Ankündigung des Spiels fand auf der E3 2009 statt. Auf der gamescom 2009 in Köln konnte eine Pre-Alpha-Version angetestet werden. Das Spiel erschien am 2. März 2010 in USA und am 5. März 2010 in Europa in einer komplett lokalisierten Version.

## Änderungen zu Supreme Commander

### Ressourcensystem
Das Ressourcensystem wurde in Supreme Commander 2 vereinfacht: Im Gegensatz zu dem Einnahmen-Ausgaben-Verhältnis in Teil 1 wurde das Ressourcensystem an den derzeitigen Standard in Echtzeitstrategiespielen angepasst. Das heißt, dass Ressourcen beim Bau direkt beim Beginn abgebucht werden, der Bau dementsprechend im weiteren Verlauf keine Ressourcen mehr kostet. Die Speichergebäude sind weggefallen, da der Speicher in Supreme Commander 2 sehr groß ist. Masse-Extraktoren werden weiterhin auf vorgegebenen Flächen gebaut. Die Extraktoren werden nun nicht mehr direkt, sondern über den zentralen Forschungsbaum aufgerüstet. Das Wiederverwerten von Wracks ist weiterhin möglich.

### Steuerung & Interface
Die Benutzeroberfläche in Supreme Commander 2 ist weitestgehend gleich geblieben, auch Verknüpfungen über die Umschalttaste sind weiterhin möglich und werden als farbige Linien auf der Karte angezeigt.
Ebenfalls gibt es wieder den revolutionären „Strategic-Zoom“, der es dem Spieler erlaubt, die ganze Karte zu überblicken und somit mehrere Schlachten gleichzeitig zu organisieren.
Zusätzlich kann man die Ansicht rotieren. Beim Herauszoomen wird die Ansicht bei Supreme Commander 2 automatisch wieder in die Nordposition zurückgestellt, was die im laufenden Spiel erforderliche Orientierung erleichtert.
Eine weitere Neuerung gegenüber dem Vorgänger ist das sogenannte „Attack-Painting“. Dabei ist es möglich mit gehaltener rechter Maustaste mit einem roten Kreis über feindliche Einheiten zu zeichnen, um diese als Angriffsziel zu markieren.